# Villy Sørensen
Villy Sørensen (ur. 13 stycznia 1929 w Kopenhadze, zm. 16 grudnia 2001 tamże) – duński pisarz, główny przedstawiciel tzw. nowego modernizmu w duńskiej prozie.

## Życiorys
W 1953 opublikował swój pierwszy zbiór krótkich opowiadań, "Saere historier"("Przedziwne historie"), w 1955 kolejny, "Ufarlige historier" ("Niegroźne opowieści" – polski wybór ukazał się w 1972 pt. "Przedziwne historie"), a w 1964 zbiór "Formynderfortaellinger" ("Opowieści opiekunów"; polski wybór ukazał się w 1976 w antologiach "Anegdoty losu" i "Buty są ważne"). W latach 1959–1963 redagował czasopismo literackie "Vindrosen". Jego opowiadania były eksperymentalne i często inspirowane motywami biblijnymi oraz legendami, balladami i twórczością Isak Dinesen i pełne odniesień do twórczości Andersena, dzieł Kierkegaarda i Kafki. Tworzył pod silnym wpływem niemieckiego egzystencjalizmu, w szczególności dzieł Heideggera. W 1989 wydał powieść "Apollons oprør. De udødeliges historie" ("Bunt Apollina. Dzieje nieśmiertelnych"). Publikował też studia literackie, głównie o Senece i twórczości Kafki. W 1951 napisał filozoficzny manifest artystyczny "Digtere og daemoner" ("Poeci i demony"), a w 1961 pracę filozoficzną " Hverken-eller" ("Ani-ani"). W latach 1989–1993 pisał dzienniki.